# 辛達列夫西克
50°56′33″N 32°3′50″E / 50.94250°N 32.06389°E
辛達列夫西克（烏克蘭語：Синдаревське），是烏克蘭北部的村莊，隸屬切爾尼希夫州的尼任區。該村始建於1650年，面積1.03平方公里，海拔高度124米，2001年人口125，人口密度每平方公里121.4人。